# Dutch Open 1984
Die Dutch Open 1984 im Badminton fanden vom 10. bis zum 12. Februar 1984 in Nieuwegein, Niederlande, statt.

## Finalresultate
| Disziplin    | Sieger                             | Finalist                       | Ergebnis           |
| ------------ | ---------------------------------- | ------------------------------ | ------------------ |
| Herreneinzel | Jens Peter Nierhoff                | Ib Frederiksen                 | 12:15, 15:9, 18:16 |
| Dameneinzel  | Helen Troke                        | Kirsten Larsen                 | 4:11, 11:7, 12:10  |
| Herrendoppel | Mark Christiansen Michael Kjeldsen | Billy Gilliland Dipak Tailor   | 15:9, 7:15, 18:17  |
| Damendoppel  | Gillian Gilks Karen Beckman        | Dorte Kjær Kirsten Larsen      | 15:12, 15:10       |
| Mixed        | Martin Dew Gillian Gilks           | Billy Gilliland Gillian Gowers | 17:14, 13:15, 15:6 |